# 伯撒里
伯撒里（?—?），元朝大臣，元顺帝时中书右丞相，康里氏。
伯撒里初为鹰坊官。天历元年（1328年），元文宗即位，封储政使。至顺元年（1330年），拜燕王宫相。至顺二年（1331年），拜中书平章政事，仍兼储政使，兼宫相都总管府都达鲁花赤。至顺三年（1332年），元宁宗即位，以提调忠诩侍卫亲军都指挥使司事，兼徽政使，进中书平章政事。顺帝至元二年（1336年），出任江西行省平章政事，有治绩。还朝後，拜御史大夫。至正六年（1346年），出为辽阳行省左丞相，镇压吾者野人起义。至正二十五年（1365年），拜太师、中书右丞相，监修国史。至正二十七年（1367年），封永平王。

## 延伸阅读
[在维基数据编辑]
 《新元史/卷200》，出自柯劭忞《新元史》